# Supnje
Supnje (en serbe cyrillique : Супње) est une localité de Serbie située dans la municipalité de Raška, district de Raška. Au recensement de 2011, elle comptait 4 018 habitants.
Supnje est officiellement classé parmi les villages de Serbie.

## Démographie

### Évolution historique de la population
| 1948 | 1953 | 1961 | 1971 | 1981  | 1991  | 2002  | 2011  |
| ---- | ---- | ---- | ---- | ----- | ----- | ----- | ----- |
| 301  | 361  | 337  | 812  | 2 018 | 2 966 | 3 525 | 4 018 |

|  |